# Salim, Syria
Slaim (tiếng Ả Rập: سليم cũng đánh vần Slim, Slem và Slaym) là một ngôi làng ở miền nam Syria, một phần hành chính của Tỉnh al-Suwayda, nằm ở phía bắc al-Suwayda. Các địa phương gần đó bao gồm Attil ở phía tây, Mardak và Shahba ở phía bắc và Qanaw ở phía đông nam. Theo Cục Thống kê Trung ương Syria (CBS), Salim có dân số 2.129 trong cuộc điều tra dân số năm 2004.

## Lịch sử
Kế thừa thời kỳ La Mã, tên cổ của nó là Selaema theo tiếng Latin. Năm 1596, nó xuất hiện dưới dạng Salam trong sổ đăng ký thuế của Ottoman, một phần của nahiya (cấp dưới) của Bani Nasiyya của Hauran Sanjak. Nó có dân số 17 hộ gia đình Hồi giáo. Trong số những người dân có một nhóm người Bedouin định cư. Dân làng đã trả mức thuế cố định 20% cho lúa mì, lúa mạch, vụ mùa hè, dê và/hoặc tổ ong, ngoài "các khoản thu không thường xuyên"; tổng cộng 4.800 akçe.
Salim được Druze tái định cư vào thế kỷ 18. Nó thường được sử dụng, theo nhà thám hiểm Johann Ludwig Burckhardt, bởi người dân địa phương để trốn tránh sự bắt buộc hoặc đánh thuế của chính quyền Ottoman. Gia đình Druze Banu Abu Assaf trong lịch sử có người ở và thống trị ngôi làng.

## Khảo cổ học
Salim chứa những tàn tích của một ngôi đền La Mã thế kỷ thứ 2. Nó được khảo sát lần đầu tiên vào năm 1819 WJ Bankes, sau đó một lần nữa vào đầu thế kỷ 20 bởi Howard Crosby Butler và cuối cùng là giữa năm 1980 và 1988 KS Freyberger. Ngôi đền có "một kế hoạch độc đáo và trang trí kiến trúc của nó khá phong phú", theo nhà sử học Ted Kaizer. Nó bao gồm một pronaos, một naos và một adyton. Tòa nhà có bố cục hình chữ nhật và được xây dựng trên gian hàng cao 2,4 mét.